# Agylla tygriusa
Agylla tygriusa là một loài bướm đêm thuộc phân họ Arctiinae, họ Erebidae.